# L'Amour-propre d'Aloysius Pankburn
L’Amour-propre d’Aloysius Pankburn (titre original : The Proud Goat of Aloysius Pankburn) est une nouvelle de Jack London publiée aux États-Unis en 1911.

## Historique
La nouvelle est publiée initialement dans The Saturday Evening Post, le 24 juin 1911, avant d'être reprise dans le recueil A Son of the Sun en mai 1912.

## Éditions

### Éditions en anglais
- The Proud Goat of Aloysius Pankburn, dans The Saturday Evening Post, 24 juin 1911.
- The Proud Goat of Aloysius Pankburn, dans le recueil A Son of the Sun, un volume chez  Doubleday, New York, mai 1912.

### Traductions en français
- L’Amour-propre d’Aloysius Pankburn, traduction de Louis Postif, Paris, Hachette, 1936.
- L’Amour-propre d’Aloysius Pankburn, traduction de Louis Postif, in Journal d’Extrême-Orient, Saïgon, en feuilleton d’avril à mai 1954.
- L’Amour-propre d’Aloysius Pankburn, traduction de Louis Postif, Paris, 10/18, 1978.

## Sources
- (en) Jack London's Works by Date of Composition
- http://www.jack-london.fr/bibliographie